# Thladiantha montana
Thladiantha montana är en gurkväxtart som beskrevs av Célestin Alfred Cogniaux. Thladiantha montana ingår i släktet berggurkor, och familjen gurkväxter. Inga underarter finns listade i Catalogue of Life.